# كريستيان تسيغلر
كريستيان تسيغلر (بالإنجليزية: Christian Ziegler)‏ هو مصور أمريكي، ولد في القرن العشرين.